# Bro härad

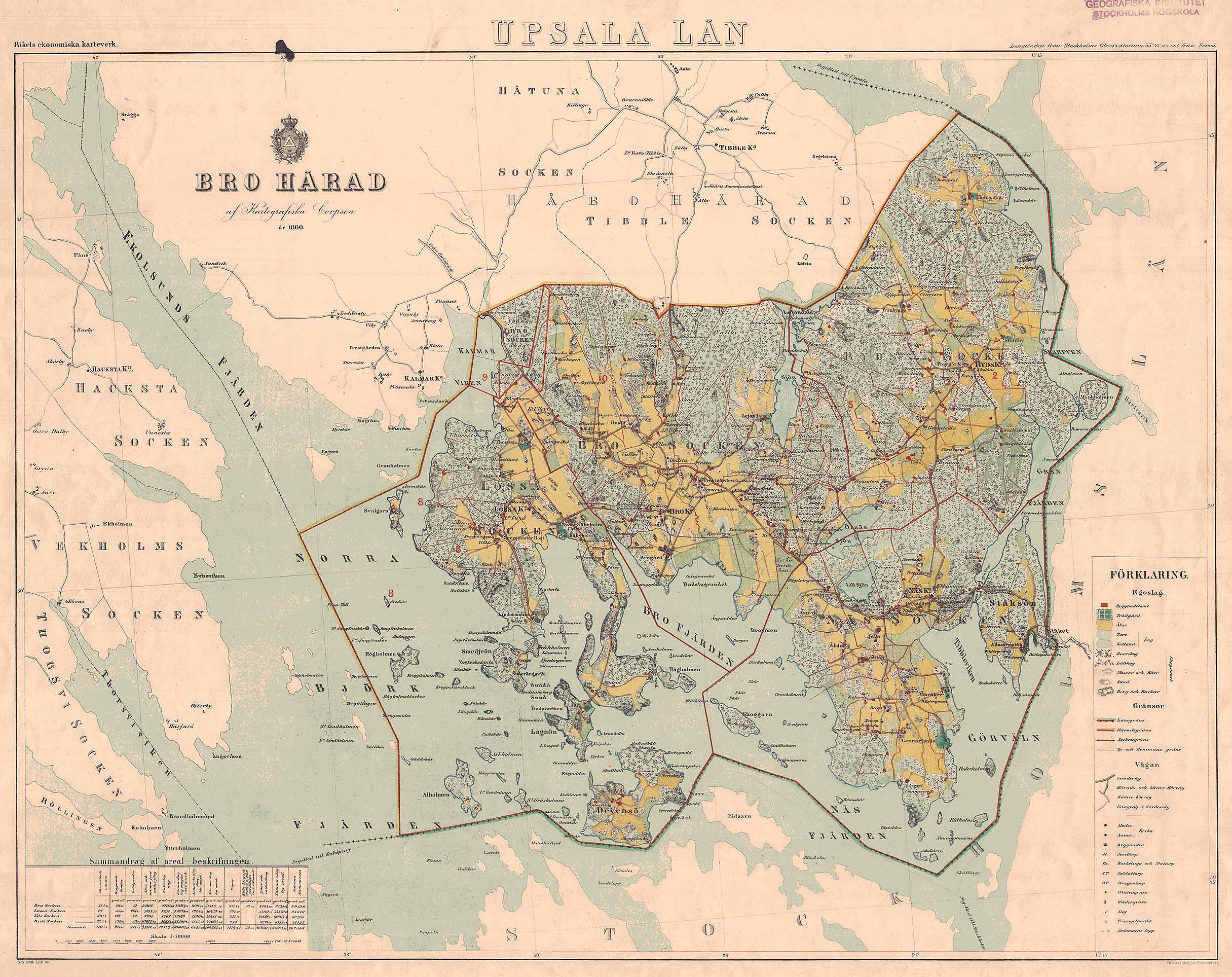
Bro härad år 1860

Bro härad var ett härad i den södra delen av Uppland. Området återfinns numera inom Upplands-Bro kommun i Stockholms län. Bro härad omfattade drygt 150 km² (ungefär hälften av nuvarande kommunen) och hade år 1903 2 903 invånare. Tingsställe var till 1739 Bro och därefter till 1903 Tibble för att därefter flytta till Enköping.

## Geografi
Bro härad var beläget mellan mälarfjärdarna Brofjärden och Norra Björkfjärden samt vikarna Görväln, Skarven och Sigtunafjärden. Landområdet omfattade den södra delen av den halvö som helt avskärmas av dessa vattenområden, och som idag utgör Upplands-Bro kommun, samt mälaröarna Stäksön (som egentligen är en halvö), Dävensö, Lagnö med Ådö-Lagnö naturreservat och Smedjeön m.fl. småöar. Häradet hade tre småsjöar - Lejondalssjön, Örnässjön och Lillsjön. Vegetationen domineras av barrskogar och sedan länge hävdade jordbruksmarker, med vissa inslag av ädellövskogar med bl.a. ek, lind, lönn och ask. Häradet gränsade i norr till Håbo härad, över vattnet i väster till Trögds härad och i söder till Färentuna härad samt i öster till Sollentuna härad i Stockholms län.
Största orterna är idag Bro och Kungsängen. 

### Socknar
I Bro härad ingick fyra socknar.
- Bro
- Låssa (till 1940 stavat Lossa)
- Stockholms-Näs (Kungsängen)
- Västra Ryd

## Historia
De tidigaste bosättningarna i häradsområdet kan härledas till bronsåldern, och det finns såväl fornborgar som bevarade järnåldersboplatser i området. Det Bro hundare, som i början av 1300-talet skrevs som Brohundæri och som föregick häradet, var en del av det gamla folklandet Attundaland och innefattade även större delen av det senare Färentuna härad inom nuvarande Ekerö kommun. Häradets tingsplats låg länge vid Bro kyrka men flyttades under 1700-talet till gästgivargården i Tibble, som idag är en del av Kungsängen. Namnet Bro kommer av Bro kyrka och den bro som Ginnlög, änka efter vikingahövdingen Assur, lär ha uppfört i någonstans i närheten av denna. Bro på vikingatiden var dock inte detsamma som en bro i våra dagar, utan betydde snarare en anlagd väg över en sankmark - i likhet med till exempel Jarlabankes bro vid Täby kyrkby. Om bron i Bro berättas på den s.k. Assurstenen som befanns inmurad i kyrkoväggen vid Bro kyrka, men som troligen en gång stod i närheten av den faktiska bron. På initiativ av Richard Dybeck står också stenen sedan år 1866 åter igen vid den gamla vägen i närheten av Broån. 
Inom häradet låg även Almarestäket där en herrgård, Almare-Stäkets gård, och sedermera en borg, Almarestäkets borg, för landets ärkebiskopar uppfördes under medeltiden. Platsen var strategiskt belägen längs landsvägen mellan Stockholm och Västerås och vid inloppet från Mälaren till Uppsala och Sigtuna. Borgen hamnade i händelsernas centrum i samband med maktkampen mellan riksföreståndaren Sten Sture den yngre och ärkebiskop Gustav Trolle, vilket kulminerade med dess omtalade förstörelse år 1518 för vilken den hårda bestraffningen sedermera skulle komma att utmynna i Stockholms blodbad år 1520.
Före 1557 räknades häradet som en del av Stäkes län, för att då överföras till Svartsjö län.

## Län, fögderier, domsagor, tingslag och tingsrätter
Häradet hörde mellan 1634 och 1639, 1648-1651, 1654-1714 till Upplands län, Stockholms län (1640-1647 och 1652-1653) och från 1714 till 1970 till Uppsala län. 1971 överfördes hela området till Stockholms län. Församlingarna i häradet tillhör(de) Uppsala stift.
Häradets socknar hörde till följande fögderier:
- 1720-1885 Uppsala läns Första fögderi
- 1886-1917 Uppsala läns södra fögderi
- 1918-1966 Trögds fögderi
- 1967-1970 Enköpings fögderi
- 1971-1990 Jakobsbergs fögderi

Häradets socknar tillhörde följande domsagor, tingslag och tingsrätter:
- 1680-1903 Bro tingslag i
  - 1680-1689 Bro, Håbo, Trögds, Åsunda, Lagunda och Ärlinghundra häraders domsaga med
  - 1689-1714  Bro, Håbo, Ärlinghundra, Åkers, Värmdö, Danderyds och Sollentuna häraders/skeppslags domsaga
  - 1715-1903 Trögds, Åsunda, Bro och Håbo häraders domsaga, från 1853 kallad Uppsala läns södra domsaga med
- 1904-1926 Uppsala läns södra domsagas tingslag i Uppsala läns södra domsaga
- 1927-1970 Trögds tingslag (för Trögds, Åsunda, Bro, Håbo och Lagunda härader) i Uppsala läns södra domsaga (Trögds, Åsunda, Bro, Håbo, Lagunda, Hagunda, Ulleråkers, Bälinge, Vaksala och Rasbo härader) med

- 1971-1976 Sollentuna och Färentuna tingsrätt och dess domsaga
- 1977-2001 Jakobsbergs tingsrätt och dess domsaga
- 2001-2007 Sollentuna tingsrätt och dess domsaga
- 2007- Attunda tingsrätt och dess domsaga

### Webbkällor
- Nationella arkivdatabasen för uppgifter om fögderier, domsagor, tingslag och tingsrätter